# Georges Gauthier (évêque)
Pour les articles homonymes, voir Georges Gauthier (homonymie) et Gauthier.
Georges Gauthier (né à Montréal le 9 octobre 1871 et mort le 31 août 1940, a été le cinquième évêque du diocèse catholique de Montréal. Il a aussi été recteur de l'Université de Montréal de 1920 à 1923.
Il érige canoniquement le 6 janvier 1925 la Société des missions étrangères de la province de Québec.

## Succession apostolique
Georges Gauthier a ordonné les évêques suivants :
- Évêque Alphonse-Osias Gagnon (1923)
- Évêque Alphonse Emmanuel Deschamps (de) (1925)
- Évêque Joseph Arthur Papineau (fi) (1928)
- Évêque Louis-Eugène-Arsène Turquetil (de), O.M.I. (1932)
- Évêque Louis Lapierre (it), P.M.E. (1932)
- Archevêque Émile Yelle (de), P.S.S. (1933)
- Évêque Oscar Morin (it), M. Afr. (1934)